# Kusnezow (Familienname)
Kusnezow (russisch Кузнецов) ist ein russischer Familienname. Die weibliche Form ist Kusnezowa (russisch Кузнецова).

## Herkunft und Bedeutung
Der Name ist ein Berufsname und abgeleitet von кузнец, deutsch Schmied. Der Name steht an dritter Stelle der Liste russischer Nachnamen nach Häufigkeit.

## Namensträger

### A
- Alexander Kusnezow (Skilangläufer), russischer Skilangläufer
- Alexander Alexandrowitsch Kusnezow (* 1992), russischer Film- und Theaterschauspieler
- Alexander Alexejewitsch Kusnezow (1904–1966), sowjetischer Militärführer und Polarentdecker
- Alexander Anatoljewitsch Kusnezow (* 1941), russischer Radsport-Trainer
- Alexander Gennadjewitsch Kusnezow (* 1973), russischer Mathematiker
- Alexander Nasarowitsch Kusnezow (1877–1946), russisch-sowjetischer Metallurg und Hochschullehrer
- Alexander Petrowitsch Kusnezow (1913–1982), russischer Schachkomponist
- Alexander Sergejewitsch Kusnezow (* 1940), sowjetischer Eishockeyspieler
- Alexander Wassiljewitsch Kusnezow (1874–1954), russischer Architekt, Unternehmer und Hochschullehrer
- Alexei Kusnezow (Eishockeyspieler) (* 1983), kasachischer Eishockeytorwart
- Alexei Kusnezow (Schwimmer) (* 1968), sowjetischer Schwimmer
- Alexei Alexandrowitsch Kusnezow (1905–1950), sowjetischer Partei- und Staatsfunktionär
- Alexei Alexejewitsch Kusnezow (* 1941), russischer Jazzgitarrist
- Alexei Igorewitsch Kusnezow (* 1996), russischer Fußballspieler
- Alexei Iwanowitsch Kusnezow (1929–2003), sowjetischer Skilangläufer
- Anastassija Igorewna Kusnezowa (* 1986), russische Biathletin, siehe Anastassija Igorewna Tokarewa
- Anatoli Borissowitsch Kusnezow (1930–2014), russischer Schauspieler
- Anatoli Georgijewitsch Kusnezow (1932–2000), russischer Schachkomponist
- Anatoli Wassiljewitsch Kusnezow (1929–1979), russischer Schriftsteller
- Anatoli Kusnezow (* 1928), Kameramann
- Andrei Alexandrowitsch Kusnezow (* 1991), russischer Tennisspieler
- Artjom Walentinowitsch Kusnezow (* 1987), russischer Eisschnellläufer
- Artur Iwanowitsch Kusnezow (1945–2025), estländisch-russischer Naturwissenschaftler, Politiker und Diplomat

### B
- Boris Kusnezow (Pianist) (* 1985), russisch-deutscher Pianist
- Boris Alexandrowitsch Kusnezow (1906–1979), sowjetischer Zoologe
- Boris Awramowitsch Kusnezow (* 1944), russischer Rechtsanwalt
- Boris Dmitrijewitsch Kusnezow (1928–1999), sowjetischer Fußballspieler
- Boris Georgijewitsch Kusnezow (1947–2006), sowjetischer Boxer
- Boris Grigorjewitsch Kusnezow (1903–1984), sowjetisch orientierter Philosoph
- Boris Kusnezow (Leichtathlet) (* 1947), sowjetischer Langstreckenläufer

### D
- Daniil Andrejewitsch Kusnezow (* 2003), russischer Fußballspieler
- Dmitri Anatoljewitsch Kusnezow (* 1955), russischer Biologe und Biochemiker
- Dmitri Wiktorowitsch Kusnezow (* 1965), russischer Fußballspieler und -trainer

### E
- Eduard Samuilowitsch Kusnezow  (1939–2024), sowjetischer Dissident, Menschenrechtsaktivist und Schriftsteller
- Ewgenija Kusnezowa (* 1980), russisch-bulgarische Turnerin

### F
- Fjodor Andrejewitsch Kusnezow (* 1932), sowjetischer Mediziner
- Fjodor Fedotowitsch Kusnezow (1904–1979), sowjetischer Militär
- Fjodor Issidorowitsch Kusnezow (1898–1961), sowjetischer General

### G
- Georgi Kusnezow, Geburtsname von Jüri Järvet (1919–1995), sowjetischer bzw. estnischer Schauspieler

### I
- Irena Kusnezow (* 2002), israelische Fußballspielerin
- Irina Michailowna Kusnezowa (* 1961), sowjetisch-russische Polarforscherin und Fotografin
- Iwan Kusnezow (Eishockeyspieler) (* 1986), russischer Eishockeyspieler
- Iwan Andrejewitsch Kusnezow (* 1996), russischer Skirennläufer
- Iwan Alexandrowitsch Kusnezow (* 1988), russischer Kanute
- Iwan Nikolajewitsch Kusnezow (1909–1976), sowjetischer Schauspieler
- Iwan Wassiljewitsch Kusnezow (Philosoph) (1911–1970), sowjetisch-russischer Philosoph
- Iwan Wassiljewitsch Kusnezow (Historiker) (1924–2016), sowjetisch-russischer Historiker

### J
- Jewgeni Alexandrowitsch Kusnezow (* 1947), russischer Physiker
- Jewgeni Borissowitsch Kusnezow (* 1961), russischer Fußballspieler
- Jewgeni Jewgenjewitsch Kusnezow (* 1992), russischer Eishockeyspieler
- Jewgeni Wladimirowitsch Kusnezow (* 1990), russischer Wasserspringer
- Jewgenija Kusnezowa (* 1936), sowjetische Diskuswerferin
- Jewhenija Kusnezowa (* 1987), ukrainische Journalistin, Bloggerin, Übersetzerin, Schriftstellerin und Medienanalytikerin
- Juri Kusnezow (Eishockeyspieler) (* 1965), russischer Eishockeyspieler
- Juri Alexandrowitsch Kusnezow (* 1946), russischer Schauspieler
- Juri Alexejewitsch Kusnezow (1903–1982), sowjetischer Geologe
- Juri Anatoljewitsch Kusnezow (* 1953), sowjetischer Musiker
- Juri Nikolajewitsch Kusnezow (* 1950), russischer Kinderbuchautor
- Juri Polikarpowitsch Kusnezow (1941–2003), russischer Lyriker
- Juri Wladimirowitsch Kusnezow (* 1971), russischer Eishockeyspieler
- Jurij Kusnezow (1953–2016), ukrainischer Jazzpianist

### L
- Larissa Grigorjewna Kusnezowa (* 1990), russische Biathletin, siehe Larissa Grigorjewna Kuklina
- Lew Fjodorowitsch Kusnezow (1930–2015), sowjetischer Säbelfechter
- Ljalja Mendybajewna Kusnezowa (* 1946), sowjetisch-russische Ingenieurin und Fotografin tatarischer Herkunft

### M
- Michail Artemjewitsch Kusnezow (1918–1986), sowjetischer Schauspieler
- Michail Nikolajewitsch Kusnezow (Ruderer) (* 1952), russisch-sowjetischer Ruderer
- Michail Nikolajewitsch Kusnezow (Kanute) (* 1985), russischer Kanute
- Michail Wassiljewitsch Kusnezow (1913–1989), sowjetischer General der Luftstreitkräfte
- Nikolai Kusnezow (Fechter) (1882–??), russischer Fechter
- Nikolai Alexandrowitsch Kusnezow (Informatiker) (* 1939), russischer Informatiker
- Nikolai Alexandrowitsch Kusnezow (Ruderer) (* 1953), sowjetischer Ruderer
- Nikolai Alexandrowitsch Kusnezow (Radsportler) (* 1973), russischer Radsportler
- Nikolai Dmitrijewitsch Kusnezow (Maler) (1850–1929), russischer Maler und Hochschullehrer
- Nikolai Dmitrijewitsch Kusnezow (Ingenieur) (1911–1995), sowjetischer Triebwerkskonstrukteur
- Nikolai Gerassimowitsch Kusnezow (1904–1974), sowjetischer Admiral
- Nikolai Iwanowitsch Kusnezow (Botaniker) (1864–1932), russischer Botaniker
- Nikolai Iwanowitsch Kusnezow (1911–1944), sowjetischer Geheimagent
- Nikolai Jakowlewitsch Kusnezow (1873–1948), russischer Entomologe
- Nikolai Timofejewitsch Kusnezow (* 1931), russischer Chemiker
- Nikolai Wassiljewitsch Kusnezow (1939–2010), russischer Mathematiker
- Nikolay Kuznetsov (Wasserballspieler) (1931–1995), sowjetischer Wasserballspieler

### N
- Ninel Fjodorowna Kusnezowa (1927–2010), russische Juristin, Rechtswissenschaftlerin und Kriminologin

### O
- Oleh Kusnezow (* 1963), sowjetischer Fußballspieler
- Olga Alexejewna Kusnezowa (* 1967), russische Mittelstreckenläuferin
- Olga Gennadjewna Kusnezowa (* 1968), russische Sportschützin
- Olga Wladimirowna Kusnezowa (* 1972), russische Wirtschaftsgeographin, Humangeographin und Hochschullehrerin

### P
- Pawel Grigorjewitsch Kusnezow (1901–1982), sowjetisch-russischer Generalleutnant
- Pawel Warfolomejewitsch Kusnezow (1878–1968), russischer Maler
- Pawel Wiktorowitsch Kusnezow (* 1961), sowjetischer Gewichtheber
- Polina Wiktorowna Kusnezowa (* 1987), russische Handballspielerin

### S
- Sergei Kusnezow (Radsportler), russischer Radsportler
- Sergei Alexandrowitsch Kusnezow (* 1991), russischer Eishockeyspieler
- Sergei Iljitsch Kusnezow (1918–2010), sowjetischer Zehnkämpfer
- Sergei Olegowitsch Kusnezow (* 1977), russischer Architekt
- Sergei Iwanowitsch Kusnezow (1900–1987), russischer Mikrobiologe
- Swetlana Kusnezowa (Skilangläuferin) (* 1984), russische Skilangläuferin
- Swetlana Alexandrowna Kusnezowa (* 1985), russische Tennisspielerin
- Swetlana Nikolajewna Kusnezowa (* 1965), sowjetisch-russische Basketballspielerin
- Swetlana Olegowna Kusnezowa (* 1975), russisch-ukrainische Judoka und Trainerin

### T
- Tatjana Dmitrijewna Kusnezowa (1941–2018), sowjetisch-russische Kosmonautin
- Tatjana Wiktorowna Kusnezowa (Historikerin), russische Historikerin
- Tatjana Wiktorowna Kusnezowa (* 1946), sowjetisch-russische Philosophin
- Timofei Kusnezow (* 1991), russischer Pokerspieler

### W
- Walentin Wassiljewitsch Kusnezow (1923–2006), sowjetischer beziehungsweise kasachischer Paläoherpetologe
- Walentina Michailowna Kusnezowa (1937–2010), sowjetisch-russische Funktechnikerin und Polarforscherin
- Waleri Alexejewitsch Kusnezow (1906–1985), sowjetischer Geologe
- Wassili Dmitrijewitsch Kusnezow (1932–2001), sowjetischer Leichtathlet
- Wassili Grigorjewitsch Kusnezow (1905–1988), sowjetischer Chemiker
- Wassili Iwanowitsch Kusnezow (1894–1964), sowjetischer General
- Wassili Nikolajewitsch Kusnezow (* 1989), russischer Badmintonspieler
- Wassili Wassiljewitsch Kusnezow (1901–1990), sowjetischer Politiker
- Wiktor Alexandrowitsch Kusnezow (1961–1998), sowjetischer Schwimmer
- Wiktor Borissowitsch Kusnezow (1950–1998), sowjetischer Eishockeyspieler
- Wiktor Iwanowitsch Kusnezow (1913–1991), sowjetischer Ingenieur
- Wiktor Michailowitsch Kusnezow (Ringer) (* 1941), sowjetischer Ringer und Trainer
- Wiktor Michailowitsch Kusnezow (Fußballspieler) (* 1961), sowjetischer Fußballspieler
- Witali Jakowlewitsch Kusnezow (1941–2011), sowjetischer Judoka
- Wjatscheslaw Gennadjewitsch Kusnezow (* 1989), russischer Straßenradrennfahrer
- Wladimir Alexandrowitsch Kusnezow (* 1963), russischer Gewichtheber
- Wladimir Michailowitsch Kusnezow (* 1945), sowjetischer Radsportler
- Wladimir Kusnezow (Diplomat) (* 1957), russischer Diplomat
- Wladimir Kusnezow (Gewichtheber) (* 1984), kasachischer Gewichtheber
- Wladimir Kusnezow (Schauspieler) (* 1990), russischer Schauspieler
- Wladimir Dmitrijewitsch Kusnezow (1931–1986), sowjetischer Speerwerfer
- Wladimir Dmitrijewitsch Kusnezow (Physiker) (1887–1963), russischer Physiker, Materialwissenschaftler und Hochschullehrer
- Wladimir Wassiljewitsch Kusnezow (* 1950), russischer Biologe

## Andere Schreibweise
- Aleksandr Kuznetsov (* 1985), estnischer Bandy- und Eishockeyspieler
- Alex Kuznetsov (* 1987), US-amerikanischer Tennisspieler
- Wiktor Kusnjezow (* 1986), ukrainischer Dreispringer